# Francis Escudero
Francis Joseph Guevara Escudero (Manilla, 10 oktober 1969), bijnaam: Chiz Escudero, is een Filipijns politicus. Hij werd bij de verkiezingen van 2019 gekozen tot gouverneur van de provincie Sorsogon. Daarvoor was Escudero zes jaar lang senator. Daarvoor was hij van 1998 tot 2007 lid van het Filipijns Huis van Afgevaardigden. Escudero is sinds 2015 getrouwd met de bekende Filipijnse actrice Heart Evangelista.

## Vroege levensloop en carrière
Escudero werd geboren als tweede van drie kinderen van voormalig Minister van Landbouw Salvador Escudero III en Evelina Guevara. Hij volgde zijn lagere- en middelbareschoolopleiding aan de University of the Philippines Integrated School. Na afronding van zijn middelbare school in 1985 studeerde hij Politieke Wetenschappen aan de University of the Philippines in Quezon City. Na het behalen van zijn bachelordiploma in 1988 begon hij aan een bacheloropleiding Rechten aan dezelfde universiteit. Deze opleiding voltooide hij in 1993. Drie jaar later behaalde hij zijn Mastersdiploma Internationaal Recht aan de Georgetown University Law Center in de Amerikaanse hoofdstad Washington D. C..

### Carrière
Al voordat Escudero zijn studies afrondde, was hij werkzaam als onderwijsassistent op de faculteit van Politieke Wetenschappen van de University of the Philippines van 1988 tot 1989. In 1989 werd hij junior politiek analist bij het Batangas Development Planning Office.
Na het behalen van zijn Master-diploma Rechten was hij van 1993 tot 1994 junior partner van het advocatenkantoor Bautista, Picazo, Buyco, Tan and Fider Law Office. Daarna werkte tot 1995 hij als juridisch adviseur van Crusade Against Violence (CAV). Sinds 1995 tot op heden is hij partner van het advocatenkantoor Escudero, Marasigan, Sta. Ana, Vallente and Villareal Law Office (EMSAVIL Law).
Van 1996 tot 1998 was Escudero senior docent aan de Rechtenfaculteit van de University of the Philippines. Verder gaf hij in 2000 nog les aan de Ateneo de Manila University .
Van mei tot augustus 2000 was hij korte tijd actief als televisiepresentator toen hij het programma Ngayon na Pinoy presenteerde op de zender RPN 9. Ook was hij actief als presentator van radioprogramma’s als Magandang Umaga, Bayan op Angel Radio enUsapang de Campanilla en Usapang Legal, op DZMM. Ook schreef hij een tijd lang een column genaamd "Usapang Legal ni Chiz Escudero" (later hernoemd in "Say Chiz") in de kranten Abante en Abante Tonite.

## Politieke carrière
Escudero kwam door de campagnes van zijn vader al vroeg in aanraking met de Filipijnse politiek. Zo was hij in de 1984 actief als pamfletplakker tijdens zijn vaders campagne als parlementslid, in 1987 organiseerde hij de jeugdafdeling van diens politieke partij, in 1992 coördineerde hij het hoofdkwartier en de logistiek van den campagne en in 1995 was hij verantwoordelijk voor lastminuteoperaties tijdens de campagne. Hoewel hij op 22-jarige en 25-jarige leeftijd al graag had meegedaan aan de verkiezingen voor respectievelijk stadsraadlid en burgemeester van Sorsogon City respecteerde hij in beide gevallen zijn vaders wens om eerst zijn rechtenstudie af te maken alvorens hij op 28-jarige leeftijd voor de eerste keer de politieke arena betrad.

### Huis van Afgevaardigden
Bij de verkiezingen van 1998 stelde hij zich verkiesbaar voor een zetel in het Huis van Afgevaardigden als afgevaardigde namens het eerste kiesdistrict van Sorsogon. Hij won deze verkiezingen en zou daarna nog twee maal herkozen worden. Tijdens zijn laatste termijn van 2004 tot 2007, was Escudero bovendien  Minority Floor Leader. In 2004 was Escudero de woordvoerder van Fernando Poe jr. tijdens diens campagne voor de presidentsverkiezingen. Escudero was een van de afgevaardigden die de afzettingsprocedures tegen president Gloria Macapagal-Arroyo in 2005 en 2006 steunden.

### Senaat
Na zijn derde en laatste termijn als afgevaardigde stelde Escudero zich bij de verkiezingen van 2007 beschikbaar voor een zetel in de Filipijnse Senaat. Hij wist veel stemmen binnen te halen en eindigde na Loren Legarda op de tweede plek, hetgeen derhalve ruim voldoende was voor een van de twaalf beschikbare senaatszetels. In de Senaat is hij een van de productiefste senatoren. Zo diende hij meer dan 200 wetsvoorstellen en resoluties in. 
Halverwege zijn termijn in de Senaat stelde Escudero zich bij de verkiezingen van 2016 kandidaat voor de positie van Vicepresident van de Filipijnen. Hoewel hij in eerste instantie aan de leiding ging in de peilingen en later samen met Ferdinand Marcos jr. aan kop ging, eindigde hij uiteindelijk als vierde in een race die werd gewonnen door Leni Robredo.

### Gouverneur van Sorsogon
Bij de verkiezingen van 2019 werd Escudero gekozen tot gouverneur van de provincie Sorsogon. Een van de projecten waar Escudero medeverantwoordelijk voor was de nieuwe 5,5 kilometer lange kustweg bij de provinciehoofdstad. Deze weg voor de kust van Sorsogon City werd in 2020 geopend en vormt tevens bescherming van de achterliggende barangays tegen de frequent passerende tyfoons in deze omgeving. Tijdens zijn termijn als gouverneur kreeg hij te maken met diverse tyfoons, waaronder supertyfoon Goni.

## Privéleven
Escudero was van 2005 tot 2011  getrouwd met Christine Elizabeth R. Flores, een zangeres en toneelspeelster. Samen kregen zijn twee kinderen, een twee-eiige tweeling geboren op 7 september 2007. In 2015 trouwde hij met Heart Evangelista.

## Voetnoten
1. ↑  Villar: Sorsogon City Coastal Road Is Now Open, website Department of Public Works and Highways (30 augustus 2020)

- Library of Congress Control Number: no2011130789
- Virtual International Authority File: 186617899
- WorldCat: E39PBJwCX6qrwvBYvTg8qkBtrq

Termijn 2004 - 2010: Biazon · Lapid · Estrada · Enrile · P. Cayetano · Santiago · Gordon · Madrigal · Pimentel · Revilla · Roxas

Termijn 2007 - 2013: Angara · Aquino · Arroyo · A. P. Cayetano · Escudero · Honasan · Lacson · Legarda · Pangilinan · Trillanes · Villar · Zubiri